# Ida Ehre
Ida Ehre (* 9. Juli 1900 in Prerau (Mähren), Österreich-Ungarn; † 16. Februar 1989 in Hamburg) war eine österreichisch-deutsche Schauspielerin, Regisseurin und Theaterleiterin. Ab 1945 war sie Direktorin der Hamburger Kammerspiele, hatte viele Bühnen- und Filmrollen, führte zahlreiche Inszenierungen durch und trug ab 1975 den Titel Professor der Stadt Hamburg.

## Leben

### Kindheit und Ausbildung
Ida Ehre war die Tochter des Chasan Samuel Ehre (1864–1902) und dessen Ehefrau Bertha (geboren 1870; ermordet im Holocaust). Sie wurde als zweitjüngstes von sechs Kindern geboren. Ihr Vater starb, als sie zwei Jahre alt war. Obwohl er Beamter war, erhielt seine Ehefrau aufgrund seines jungen Sterbealters keine Pension. Dies führte dazu, dass Ida Ehres Mutter mit den Kindern nach Wien umzog, um dort ihren Lebensunterhalt durch Näharbeiten zu verdienen. Die Mutter und eine Schwester wurden später – nach dem Anschluss Österreichs – deportiert und im Konzentrationslager ermordet.
Während des Ersten Weltkriegs lernte Ida Ehre, die an einem Lyzeum ihr Reifezeugnis erhalten hatte, die Burgschauspielerin Auguste Wilbrandt-Baudius kennen und wurde deren Gesellschafterin und Sekretärin. Auf Vermittlung von Auguste Wilbrandt-Baudius erhielt sie beim Burgschauspieler Heinrich Prechtler Schauspielunterricht. Nachdem dessen Ehefrau 1915 gestorben war, beging er 1917 Suizid. Ida Ehre stellte sich 1916 an der k.k. Akademie für Musik und darstellende Kunst in Wien zur Hauptprüfung vor. Nach deren Bestehen erhielt sie ein Stipendium und konnte mit einer zweijährigen Schauspielausbildung beginnen. Nachdem sie ihr Abschlussdiplom erhalten hatte, wurde sie sofort von einem Theaterdirektor engagiert und hatte 1918 ihr erstes Engagement in Bielitz-Biela in Oberschlesien.

### Werdegang
Ihre Karriere führte Ida Ehre nach ihrem Debüt im Jahr 1919 am Stadttheater Bielitz an mehrere mitteleuropäische Theater, unter anderem nach Budapest, Czernowitz, Cottbus, Bonn, Königsberg, Stuttgart und an das Nationaltheater Mannheim. Ab 1930 spielte sie am Lessingtheater in Berlin.
Sie heiratete 1928 den Frauenarzt Bernhard Heyde (1899–1978). In der Zeit des Nationalsozialismus wurde Ida Ehre als Jüdin mit Berufsverbot belegt und arbeitete daher als Arzthelferin in der Praxis ihres Ehemanns in Böblingen. Eine nach den Novemberpogromen 1938 geplante Auswanderung nach Chile schlug 1939 fehl, da das Schiff, auf dem sich das Ehepaar mit ihrer am 20. Oktober 1927 in Mannheim geborenen Tochter Ruth (die später in den USA heiratete) befand, wegen des Beginns des Zweiten Weltkriegs wieder nach Hamburg zurückbeordert wurde. Ida Ehre wurde später von der Gestapo verhaftet und war im Frauenlager des KZ Fuhlsbüttel inhaftiert. In einem Interview berichtete sie später, Grund für die Verhaftung sei gewesen, dass sie zufällig bei Filmaufnahmen anwesend gewesen war und dort von einem Kameramann gebeten wurde, doch vor die Kamera zu treten und sich filmen zu lassen. Da sie Angst hatte, ihre jüdische Herkunft anzugeben, habe sie diesem Wunsch entsprochen, sei dann aber von einer anderen Frau angezeigt worden, weil sie sich nicht als Jüdin zu erkennen gegeben habe. In Fuhlsbüttel versuchte sie, die übrigen inhaftierten Frauen nach Möglichkeit aufzumuntern und ihnen Mut zu machen, was ihr – trotz mehrerer Transporte in Vernichtungslager, die während ihrer Haftzeit zusammengestellt wurden – auch gelang. Schließlich wurde sie wieder entlassen; ihrer Vermutung nach, weil ihr Ehemann einen Brief an Heinrich Himmler schrieb und darin Erinnerungen an seine Schulzeit schilderte – Bernhard Heyde hatte, wenn auch in einer anderen Klassenstufe, dasselbe Gymnasium besucht wie Himmler, wo zudem dessen Vater Gebhard Himmler Konrektor gewesen war.
Nach Kriegsende eröffnete Ida Ehre 1945 die Hamburger Kammerspiele in der Hartungstraße im Stadtteil Rotherbaum – in einem Theatergebäude, das bis zu seiner Zwangs-„Arisierung“ 1941 vom Jüdischen Kulturbund genutzt worden war. Die Kammerspiele entwickelten sich unter ihrer Leitung zu einer führenden deutschen Schauspielbühne. Neben junger deutscher Dramatik (u. a. Wolfgang Borcherts Draußen vor der Tür) stellte Ehre in den Kammerspielen viele moderne Theaterstücke erstmals in Deutschland vor, darunter Stücke von Jean Anouilh, T. S. Eliot, Jean Giraudoux, Jean-Paul Sartre und Thornton Wilder. Dabei arbeitete sie in den 1960er Jahren eng mit der Dramaturgin Marei Obladen zusammen.
Ida Ehre wirkte verstärkt ab Mitte der 1950er Jahre in verschiedenen Film- und Fernsehproduktionen mit. Darunter befand sich 1947 der Episodenfilm In jenen Tagen von Helmut Käutner mit Gert Karl Schaefer, Erich Schellow und Willy Maertens. Im Jahr 1962 verkörperte Ida Ehre die Figur der Ella Ward in dem Edgar-Wallace-Film Die toten Augen von London in der Regie von Alfred Vohrer mit Joachim Fuchsberger, Karin Baal und Dieter Borsche in den Hauptrollen.
1972 spielte Ida Ehre in der vom Westdeutschen Rundfunk (WDR) produzierten mehrteiligen Verfilmung des Kriminalromans Der rote Schal von Wilkie Collins die Frau Oldershaw.
Ida Ehre arbeitete ab 1945 auch in sehr vielen Hörspielen als Sprecherin mit. In der Hörspieladaption (Produktion Nordwestdeutscher Rundfunk) des Theaterstücks Unsere kleine Stadt von Thornton Wilder in der Regie von Helmut Käutner mit Dagmar Altrichter, Fritz Wagner und Harry Meyen sprach sie die Rolle der Mrs. Webb.
Sie war auch als Synchronsprecherin tätig. So konnte man Ida Ehre unter anderem in dem Frank Capra–Film Ist das Leben nicht schön? als deutsche Stimme von Beulah Bondi als Ma Bailey hören.
Bis zu ihrem Tod 1989 war Ehre Leiterin der Kammerspiele, nur wenige Gehminuten von dort entfernt hatte sie eine Wohnung in der Hallerstraße.

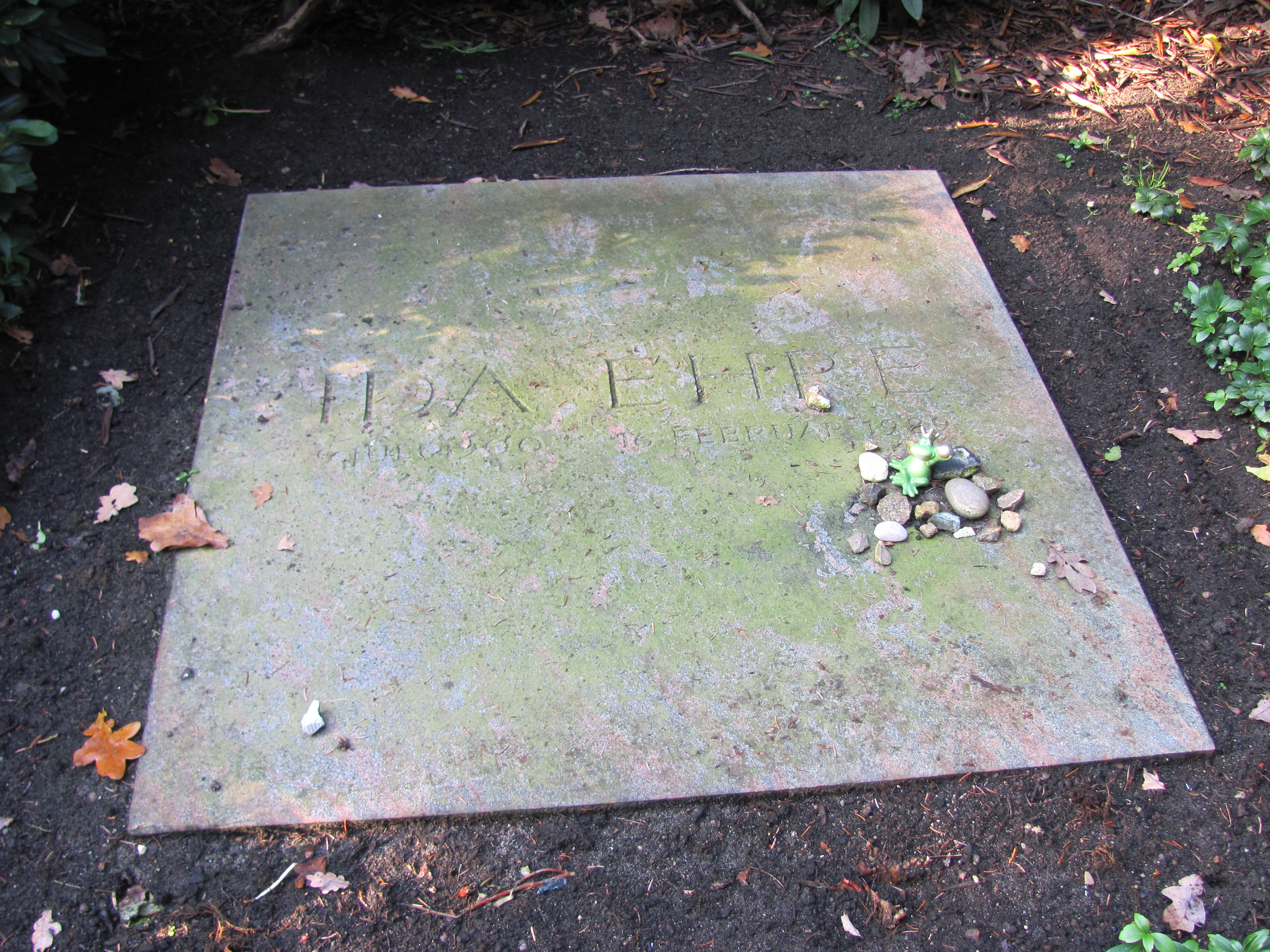
Grab auf dem Friedhof Ohlsdorf

Am 9. November 1988 trug Ida Ehre während einer Gedenkstunde zum 50. Jahrestag der Novemberpogrome 1938 vor dem Deutschen Bundestag in Bonn das Gedicht Todesfuge von Paul Celan vor. Danach hielt Bundestagspräsident Philipp Jenninger eine Gedenkrede, die scharf kritisiert wurde.
Ida Ehre starb am 16. Februar 1989 in Hamburg im Alter von 88 Jahren und wurde in Hamburg auf dem Friedhof Ohlsdorf am äußersten südöstlichen Rand des Althamburgischen Gedächtnisfriedhofs in einem Ehrengrab (Nr. 06 (6), neben Gustaf Gründgens beigesetzt.

## Auszeichnungen und Ehrungen
Im Jahr 1970 verliehen die Mitglieder der Hamburger Volksbühne Ida Ehre den Ehrenpreis Silberne Maske. 1971 erhielt sie die Medaille für Kunst und Wissenschaft der Freien und Hansestadt Hamburg. Im selben Jahr wurde Ida Ehre mit dem Schillerpreis der Stadt Mannheim geehrt. Sie war Ehrenmitglied der Hamburger Volksbühne (VB) und des Deutschen Bühnenvereins (DBV). Im Jahr 1973 erhielt sie das Große Bundesverdienstkreuz. 1975 wurde ihr der Ehrentitel Professor durch den Senat der Stadt Hamburg verliehen. 1983 wurde ihr das große Bundesverdienstkreuz überreicht, womit auch ihr politisches Engagement für Frieden und Freiheit gewürdigt wurde. 1984 erhielt sie das Silberne Blatt der Dramatiker-Union. 1985 wurde sie als erste Frau Ehrenbürgerin der Hansestadt Hamburg. Außerdem wurde sie 1988 Ehrendoktor der Universität Hamburg.

## Widmungen
Im Jahr 1992 wurde der Platz vor der Kongresshalle in Böblingen in Ida-Ehre-Platz umbenannt.
In der Hamburger Altstadt wurde am 9. Juli 2000 ein Platz zwischen Mönckebergstraße und Speersort in Ida-Ehre-Platz benannt.
Im Jahr 2001 wurde die Jahnschule in Hamburg-Harvestehude in Ida-Ehre-Gesamtschule umbenannt, die seit 2010 den Namen Ida-Ehre-Schule trägt.
In Brühl (bei Köln) gibt es einen Ida-Ehre-Weg.
Zum August 2010 wurde die Integrierte Gesamtschule Bad Oldesloe in Ida-Ehre-Schule umbenannt.
In Hamburg gibt es den Ida Ehre Kulturverein und den Kinder-Leseclub Ida Ehre.
Im Juli 2016 wurde die ehemalige Kriegerehrenallee auf dem Ohlsdorfer Friedhof nach der Pazifistin in Ida-Ehre-Allee umbenannt.

## Filmografie (Auswahl)
- 1947: In jenen Tagen
- 1949: Der Bagnosträfling
- 1956: Thérèse Raquin (Fernsehfilm)
- 1956: So süß ist kein Tod (Fernsehfilm)
- 1957: Ein Ausgangstag (Fernsehfilm)
- 1958: Schwarze Seide (Fernsehfilm)
- 1958: Die begnadete Hand (Fernsehfilm)
- 1959: Macht der Finsternis (Fernsehfilm)
- 1960: Auf Engel schießt man nicht
- 1961: Die toten Augen von London
- 1961: Königinnen von Frankreich (Fernsehfilm)
- 1961: Mary Rose (Fernsehfilm)
- 1962: Leben des Galilei (Fernsehfilm)
- 1962: Tevya und seine Töchter (Fernsehfilm)
- 1962: Der Zigeunerbaron
- 1963: Don Juan kommt zurück (Fernsehfilm)
- 1963: Der Vater (Fernsehfilm)
- 1964: Die höhere Schule (Fernsehfilm)
- 1964: Helle Nächte (Fernsehfilm)
- 1964: Wölfe und Schafe (Fernsehfilm)
- 1965: Herodes und Marianne (Fernsehfilm)
- 1966: Die Ermittlung (Fernsehfilm)
- 1967: Verbotenes Land (Fernsehfilm)
- 1967: Valentin Katajews chirurgische Eingriffe in das Seelenleben des Dr. Igor Igorowitsch (Fernsehfilm)
- 1968: Der Unbestechliche (Fernsehfilm)
- 1968: Die Klasse (Fernsehfilm)
- 1969: Zieh den Stecker raus, das Wasser kocht (Fernsehfilm)
- 1970: Die Auferstehung (Fernsehfilm)
- 1970: Tartuffe oder Der Betrüger (Fernsehfilm)
- 1971: Eine konsequente Frau (Fernsehfilm)
- 1972: Mitteilungen über eine Schuld (Fernsehfilm)
- 1973: Der rote Schal (Fernseh–Mehrteiler)
- 1973: Der Kreidegarten (Fernsehfilm)
- 1975: Madame Princesse (Fernsehfilm)
- 1978: Tatort (Fernsehreihe) – Schlußverkauf
- 1981: Alberta und Alice oder Die Unterwerfung (Fernsehfilm)
- 1981: Ein Fall für zwei (Fernsehserie) – Der Erbe
- 1983: Nordlichter: Geschichten zwischen Watt und Weltstadt (Fernsehserie) – eine Folge
- 1986: Schloßherren (Fernsehserie) – acht Folgen
- 1988: Bei Thea (Fernsehfilm)

## Hörspiele (Auswahl)
- 1945: Carl Zuckmayer: Der Hauptmann von Köpenick – Regie: Helmut Käutner
- 1945: Thornton Wilder: Unsere kleine Stadt – Regie: Helmut Käutner
- 1946: Mein Sohn, der Herr Minister (Sylvie) – Regie: Ludwig Cremer (NWDR)
- 1946: Ludwig Thoma: Moral – Regie: Otto Kurth
- 1947: Die Ameisen (Prof. Hanna Rüderer) – Regie: Ludwig Cremer (NWDR)
- 1947: Der 29. Januar 1947 – Regie: Ludwig Cremer (NWDR)
- 1947: Fissel und die Doppelte (die Einfache) – Autor und Regie: Kurt Reiss (NWDR)
- 1947: Der Frosch auf der Leiter – Autor und Regie: Kurt Reiss
- 1948: Generalstab der schwarzen Kunst – Regie: Ludwig Cremer
- 1948: La Cachirra – Regie: Erik Ode
- 1948: George Orwell: Wie die Tiere – Regie: Kurt Reiss
- 1948: Johann Wolfgang von Goethe: Die natürliche Tochter – Regie: Ludwig Cremer
- 1949: Die Nacht, die dem Siege voranging – Regie: Ludwig Cremer
- 1949: Die grüne Grube – Regie: Gustav Burmester
- 1949: August Strindberg: Nach Damaskus – Regie: Ulrich Erfurth
- 1950: Aus der Traum – Regie: Ludwig Cremer
- 1950: General Frédéric – Regie: Kurt Reiss
- 1950: Die Rückkehr des verlorenen Sohnes – Regie: Hans Paetsch
- 1951: Wer Pech berührt, besudelt sich – Regie: Werner Hausmann
- 1951: Joseph Roth:  Hiob (Deborah) – Regie: Edward Rothe (NWDR)
- 1951: Radium – Regie: Fritz Schröder-Jahn
- 1953: Der Mönch und der Räuber – Regie: Gustav Burmester
- 1953: Von morgens bis mitternachts – Regie: Karl Peter Biltz
- 1953: Madame Anguimons – Regie: Oswald Döpke
- 1954: Otto Heinrich Kühner: Das Protokoll des Pilatus – Regie: Walter Knaus
- 1954: Königin der Nacht – Regie: Oswald Döpke
- 1954: Die Stiefsöhne der schönen Helena – Regie: Irmfried Wilimzig
- 1955: Gesetz und Gerechtigkeit (Folge aus der Reihe Das Gericht zieht sich zur Beratung zurück) – Regie: Gerd Fricke
- 1955: Thor, mit Engeln – Regie: Otto Kurth
- 1955: Heimkehr – Regie: Fritz Schröder-Jahn
- 1955: Das Kloster – Regie: Kurt Reiss
- 1955: Die Brüder – Regie: Gerlach Fiedler
- 1955: Friedrich Schiller: Die Jungfrau von Orléans – Regie: Ulrich Lauterbach
- 1955: Siegfried Lenz: Das schönste Fest der Welt – Regie: Hans Gertberg
- 1955: William Shakespeare: Hamlet – Regie: Ulrich Lauterbach
- 1956: Atalanta oder Die Jagd von Kaldyon – Regie: Otto Kurth
- 1956: Ein Abend ohne Gäste oder: Madame Francoise – Regie: Friedhelm Ortmann (Westdeutscher Rundfunk)
- 1956: August von Kotzebue: Eine respektable Gesellschaft – Regie: N. N.
- 1956: Das Quartett – Regie: Oswald Döpke
- 1956: Anastasia – Regie: Heinz-Günter Stamm
- 1956: Sigismund Rüstig – Regie: Kurt Reiss
- 1956: Günter Eich: Zinngeschrei – Regie: Otto Kurth
- 1956: Fjodor Michailowitsch Dostojewski: Der Spieler – Regie: Gert Westphal
- 1956: E. T. A. Hoffmann: Das Fräulein von Scuderi – Regie: Wilhelm Semmelroth
- 1956: Emile Zola: Thérèse Raquin – Regie: Ludwig Cremer
- 1956: Das Ende der Welt ist noch nicht gekommen – Regie: Friedhelm Ortmann
- 1956: Siegfried Lenz: Fortsetzung folgt – Regie: Gerlach Fiedler
- 1956: Ahasver – Regie: Fritz Schröder-Jahn
- 1956: Siegfried Lenz: Die neuen Stützen der Gesellschaft – Regie: Kurt Reiss
- 1956: Abenteuer in der Weihnachtszeit – Regie: Gerlach Fiedler
- 1957: Thornton Wilder: Die Iden des März – Regie: Gert Westphal
- 1957: Agatha Christie: Die Tote in der Bibliothek (als Miss Marple) – Regie: Friedhelm Ortmann
- 1957: Die Barker–Gang (Folge aus der Reihe Die Jagd nach dem Täter) – Regie: S. O. Wagner
- 1958: Ein Fünfmarkstück namens Müller – Regie: Kurt Reiss
- 1958: Briefe von fremder Hand (Folge aus der Reihe Die Jagd nach dem Täter) – Regie: S. O. Wagner
- 1958: Die Geschichte von Vasco – Regie: Friedhelm Ortmann
- 1958: Verwehte Spuren – Regie: Gustav Burmester
- 1958: Der Tod der alten Dame (Folge aus der Reihe Die Jagd nach dem Täter) – Regie: S. O. Wagner
- 1958: Die Leidenschaftlichen – Autor, Sprecher und Regie: Ernst Schnabel
- 1958: Pimpanell oder Worin besteht die Freiheit eines Menschen? – Regie: Ludwig Cremer
- 1958: Auf dem Tisch noch die Gläser – Regie: Curt Goetz-Pflug
- 1959: Spionage; 1. Fall: Deckname Gustav – Regie: S. O. Wagner
- 1959: Spionage; 3. Fall: An Absender zurück – Regie: S. O. Wagner
- 1959: Das Haus auf dem Hügel – Regie: Edward Rothe
- 1959: Pimpanell – Regie: Ludwig Cremer
- 1959: Die Waise von Lowood – Regie: Heinz-Günter Stamm
- 1959: Die Grille – Regie: Heinz-Günter Stamm
- 1960: Wo ist Ruth? – Regie: Gerlach Fiedler
- 1960: Juwelenraub an der Riviera (Folge aus der Reihe Die Jagd nach dem Täter) – Regie: S. O. Wagner
- 1960: Das Kalenderblatt (Folge aus der Reihe Die Jagd nach dem Täter) – Regie: S. O. Wagner
- 1960: Vorstadtsiedlung – Regie: Hans Quest
- 1961: Das Verhör – Regie: Hans Quest
- 1961: Harald Vock: Hotel zur ewigen Ruhe (Folge aus der Reihe Die Jagd nach dem Täter) – Regie: S. O. Wagner
- 1961: Die hundertste Nacht – Regie: Hans Dieter Schwarze
- 1961: Die Orestie – Regie: Friedhelm Ortmann
- 1961: Reptile (Folge aus der Reihe Die Jagd nach dem Täter) – Regie: S. O. Wagner
- 1962: Der Käfig – Regie: Oskar Nitschke
- 1962: Hans Christian Andersen: Die Schneekönigin – Regie: Cläre Schimmel
- 1962: Die höhere Schule – Regie: Oswald Döpke
- 1962: The Life of Man – Regie: Nicht angegeben
- 1962: Wir waren Achtzigtausend – Regie: Edward Rothe
- 1963: Das Ende der Träume – Regie: Friedhelm Ortmann
- 1963: Ein königliches Kind – Regie: Ludwig Cremer
- 1963: Die Heimkehr – Regie: Kraft-Alexander zu Hohenlohe-Oehringen
- 1963: Die Odyssee des Runyon Jones – Regie: Otto Kurth
- 1963: Das steinerne Haus – Regie: Fritz Schröder-Jahn
- 1964: Thornton Wilder: Drei–Minuten–Spiele – Regie: Gerlach Fiedler
- 1964: Thornton Wilder: Königinnen von Frankreich – Regie: Gerlach Fiedler
- 1966: Yamamba – (Berghexe (Yamamba)) – Regie: Bernhard Rübenach
- 1966: Aus der alten Heimat (zwei Folgen) – Regie: Edward Rothe
- 1968: Geisterbahn – Regie: Peter Michel Ladiges
- 1970: Faust – Der Tragödie dritter Teil – Regie: Ludwig Cremer
- 1984: Das Ohrenlicht – Regie: Ulrich Gerhardt
- 1985: Eine Nacht im Mai – Regie: Peter Lilienthal
- 1986: Gralserzählung – Regie: Friedhelm Ortmann
- 1988: Mutter und Sohn – Regie: Hans-Ulrich Minke